# Bình Thuận, Tuyên Quang
Bình Thuận là một phường thuộc tỉnh Tuyên Quang, Việt Nam. Phường được thành lập ngày 1 tháng 7 năm 2025 trên cơ sở sáp nhập toàn bộ diện tích tự nhiên và quy mô dân số của phường Đội Cấn và xã Thái Long theo Nghị quyết 1684/NQ-UBTVQH15 của Ủy ban Thường vụ Quốc hội.

## Địa lý
Phường Minh Xuân có diện tích 46,34 km², dân số năm 2025 là 18.626 người, mật độ dân số đạt 401 người/km².
Bình Thuận nằm ở phía tây nam tỉnh Tuyên Quang, trải dài hai bờ sông Lô và sát tuyến quốc lộ 2C.  
- Phía bắc giáp phường An Tường.
- Phía nam và tây giáp xã Nhữ Khê.
- Phía đông giáp xã Bình Ca.

Hệ thống giao thông nổi bật gồm quốc lộ 2C (Phú Thọ – Tuyên Quang&nbsp) cắt qua trung tâm phường, bảo đảm kết nối thuận lợi với các khu kinh tế lân cận.

## Lịch sử
- 1 tháng 1, 2020 – Thành lập phường Đội Cấn trên cơ sở sáp nhập thị trấn Tân Bình và xã Đội Cấn.
- 16 tháng 6, 2025 – Ủy ban Thường vụ Quốc hội ban hành Nghị quyết 1684/NQ-UBTVQH15 sáp nhập phường Đội Cấn và xã Thái Long thành phường Bình Thuận.
- 1 tháng 7, 2025 – Chính quyền phường Bình Thuận chính thức đi vào hoạt động; trụ sở tạm thời đặt tại khu hành chính phường Đội Cấn cũ.